# Tanzende Patella
Als tanzende Patella wird ein Befund in der Orthopädie bezeichnet, der als beweisend für einen Kniegelenkserguss gilt.

## Vorgehen
Um Hinweise auf die Ursache einer Schwellung des Kniegelenks zu finden, oder einen unbemerkten Flüssigkeitserguss im Kniegelenk festzustellen, wird im ausgestreckten Zustand des Beins vom Untersuchenden Druck von oben (ventral) auf den Schleimbeutel oberhalb der Kniescheibe (lat. Recessus suprapatellaris) ausgeübt. Hierfür wird mit der ganzen Hand des Untersuchers der Bereich oberhalb der Patella zur Kniescheibe hin (von kranial nach kaudal) ausgestrichen. Dies sorgt dafür, dass sich gespeicherte Flüssigkeit des Schleimbeutels in die Gelenkkapsel (lat. capsula articularis) entleert. Vor allem bei kleineren Ergüssen (weniger 100 ml) ist dies relevant, da der dortige Schleimbeutel große Flüssigkeitsmengen aufnehmen kann und ein Erguss oft unbemerkt bleibt.
Der Test gilt als positiv, wenn sich bei aufrechterhaltenem Druck auf den Schleimbeutel die Kniescheibe  (lat. Patella) durch Druck von oben (ventral) im freien Spiel nach unten drücken lässt. Eine tanzende Patella gilt als beweisend für einen Kniegelenkserguss.